# Kurt Volkmann
Kurt Volkmann (* 27. September 1897 in Kassel; † 8. Mai 1958 in Kettwig) war ein deutscher Rechtsanwalt und Zauberer.

## Leben
Volkmann war Sohn des Geheimen Regierungs- und Baurats Max Volkmann und Vetter des Verwaltungsjuristen Ernst Volkmann.
Kurt Volkmann besuchte das Kaiser-Wilhelms-Gymnasium in Hannover. Schon damals beschäftigte er sich mit der Zauberkunst. Nachdem er 1915 die Reifeprüfung bestanden hatte, nahm er im Deutschen Heer (Deutsches Kaiserreich) am Ersten Weltkrieg teil. Zuletzt war er Oberleutnant. Nach der Entlassung aus französischer Kriegsgefangenschaft begann er an der Eberhard-Karls-Universität Rechtswissenschaft zu studieren. Am 25. April 1920 wurde er im Corps Rhenania Tübingen aktiv. Wilhelm Kohlhaas und Ulrich Weiss waren Konaktive. Am 21. Oktober 1920 wurde er recipiert. Nach neun Mensuren  am 28. November 1921 inaktiviert, wechselte er an die Friedrichs-Universität Halle und die Georg-August-Universität Göttingen. 1922 bestand er das Referendarexamen am Oberlandesgericht Celle. In Göttingen wurde er 1923 zum Dr. iur. promoviert. Nachdem er 1926 die Assessorprüfung bestanden hatte, betrieb er ab 1928 in Düsseldorf eine eigene Anwaltskanzlei. Ab 1930 war er am Oberlandesgericht Düsseldorf. 1937 heiratete er die Berlinerin Lotte Stahn († 1983). Von 1939 bis 1945 kämpfte er im Zweiten Weltkrieg, zuletzt als Major.

## Zauberkunst
Seit 1928 war er Mitglied im Magischen Zirkel von Deutschland. Hier erlangte er bald größere Bedeutung durch zahlreiche Artikel über die Geschichte der Zauberkunst. 1951 übernahm er die Redaktion des Organs Magie. 1952 wurde Volkmann zum Präsidenten des Vereins gewählt. Beide Ämter führte er bis zu seinem Tode. Volkmann war der erste Deutsche, der die Geschichte der Zauberkunst systematisch in 104 Folgen in der Vereinszeitschrift Magie aufgearbeitet hat. Bis heute gibt es kein vergleichbares Werk in deutscher Sprache. Die Folgen wurden ab 1939 regelmäßig bis zu seinem Tode veröffentlicht. Eine englische Übersetzung befindet sich in dem Archiv Conjuring Arts Research Center, das von Bill Kalush in New York City betrieben wird.

## Ehrungen
- Eisernes Kreuz 2. Klasse
- Eisernes Kreuz 1. Klasse
- Ehrenkreuz des Weltkrieges
- Kriegsverdienstkreuz (1939) 2. Klasse
- Kriegsverdienstkreuz 1. Klasse

## Werke
- Louis Tummers. Bibliographie de la prestidigitation. Tome I. Allemagne et Autriche, Brüssel 1952.
- Das Becherspiel – Darstellungen des Zauberers in der bildenden Kunst das 15. und 16. Jahrhundert. Düsseldorf 1954
- The Oldest Deception – Cups and Balls in the Art of the 15th and 16th Centuries. Minneapolis 1956.